# Wileńska powieść kryminalna
Wileńska powieść kryminalna – satyra społeczno-polityczna w formie powieści detektywistycznej napisana przez grupę autorów (Stanisław Mackiewicz - 4 rozdziały, Józef Mackiewicz - 12 rozdziałów, Jerzy Wyszomirski - 10 rozdziałów i Walerian Charkiewicz - 1 rozdział) ukrywającą się pod pseudonimem Felicja Romanowska. Powieść drukowana była w odcinkach na łamach dziennika "Słowo" w Wilnie między 7 marca a 14 kwietnia 1933.

## Tło
W latach 1932–1934, opinia publiczna w Polsce żyła głośną sprawą Rity Gorgonowej, z którego sprawozdawcą prasowym "Słowa" był Jerzy Wyszomirski. Autorzy wykorzystali chwytliwy temat, by ośmieszyć "rządy pułkowników" i ówczesną wileńską elitę, tworząc powieść "z kluczem", której prawdziwy przekaz mogą zrozumieć tylko osoby obeznane z ówcześnie panującymi stosunkami w Wilnie.

## Treść
Głównym bohaterem i narratorem powieści jest komisarz Mańkowski, który prowadzi sprawę porwania przez nieznanych sprawców córki wojewody wileńskiego, pięcioletniej Agatki. Powieść zachowuje wszystkie elementy powieści sensacyjnej: strzelaniny, pościgi, ucieczki. Fabuła rozgrywa się w wielu lokacjach: Wilnie, Krakowie i Paryżu.

## Wydania
Popularność wśród czytelników "Słowa" spowodowała, że jeszcze w 1933 powieść została wydana jako książka. W 1995 roku, powieść doczekała się drugiego wydania, poszerzonego o wstęp i liczne przypisy (Wydawnictwo Kontra, Londyn).